# Henryetta
Henryetta é uma cidade localizada no estado norte-americano de Oklahoma, no Condado de Okmulgee.

## Demografia
Segundo o censo norte-americano de 2000, a sua população era de 6096 habitantes.
Em 2006, foi estimada uma população de 6100, um aumento de 4 (0.1%).

## Geografia
De acordo com o United States Census Bureau tem uma área de
15,7 km², dos quais 15,6 km² cobertos por terra e 0,1 km² cobertos por água. Henryetta localiza-se a aproximadamente 208 m acima do nível do mar.

## Localidades na vizinhança
O diagrama seguinte representa as localidades num raio de 20 km ao redor de Henryetta.